# Otto Maercker
Otto August Martin Ludwig Maercker (* 25. April 1899 in Ludwigslust; † 24. März 1978 in Mölln) war ein deutscher evangelisch-lutherischer Geistlicher, dessen Verurteilung 1957 wegen Boykotthetze in einem Schauprozess als Signal einer repressiven Kirchenpolitik der DDR gesehen wurde.

## Leben
Otto Maercker war ein Sohn des Ludwigsluster Rektors und späteren Pastors in Vipperow und ab 1910 in Burow Carl (Martin Friedrich Adolf) Maercker (1864–1921). Er besuchte das Friedrich-Franz-Gymnasium (Parchim) und leistete Kriegsdienst im Ersten Weltkrieg. 1918 kam er in kanadische Kriegsgefangenschaft, aus der er 1919 zurückkehrte. Ab Oktober 1919 studierte er Evangelische Theologie an den Universitäten Rostock und Berlin. Im April 1921 kehrte er an die Universität Rostock zurück, unterbrach sein Studium 1922 und schrieb sich zum Wintersemester 1922/23 erneut ein. 1923 besuchte er das Predigerseminar in Schwerin und 1924 das Kandidatenkonvikt Bethel bei Bielefeld.
1924 wurde er Hilfsprediger in Schwaan und 1926 Pfarrverweser in Blücher, heute Ortsteil von Besitz (Mecklenburg). Im Kirchenkampf gehörte er der Bekennenden Kirche an, erhielt 1933 ein Redeverbot und wurde 1935 durch den deutsch-christlich dominierten Oberkirchenrat entlassen. Erst nach einem Räumungsprozess 1938 verließ er die Gemeinde und fand eine Anstellung in Mölln (Mecklenburg).
Nach dem Ende des Zweiten Weltkriegs übernahm er eine reguläre Pfarrstelle in Pampow und wurde Propst. 1957 kam es zu einer massiven staatlichen Kampagne und zum Prozess gegen ihn, weil ihm vorgeworfen wurde, er habe der 19-jährig verstorbenen Tochter des LPG-Vorsitzenden von Holthusen wegen ihrer Teilnahme an der Jugendweihe die Bestattung auf dem kirchlichen Friedhof verwehrt. Nach Sicht der Kirche hatte Maercker lediglich eine kirchliche Trauerfeier verweigert und für das Grab auf den für die kirchlich ungebundene Bevölkerung vorgesehenen Platz auf dem Friedhof verwiesen. Im Zuge der sich gerade in diesem Jahr verschärfenden Auseinandersetzungen zwischen Staat und Kirche um die Frage Konfirmation versus Jugendweihe erhielt Maercker in einem DDR-weit publizierten Verfahren eine Verurteilung wegen Boykotthetze zu einer Zuchthausstrafe von zwei Jahren und sechs Monaten.
Nach Ableistung seiner Strafe in der Strafanstalt Waldheim (Februar 1958 bis Februar 1960) verließ Maercker die DDR, ging in den Westen und nahm seinen Wohnsitz in Mölln (Kreis Herzogtum Lauenburg). Ein Großneffe ist der Psychologe Andreas Maercker.
Uwe Johnson griff den Fall 1969 in seiner Berliner Rede zum Buß- und Bettag auf.